# Галицкий, Владислав
Владислав Галицкий (пол. Władysław Halicki; 1850, Микуличи — после 1939) — львовский  архитектор.
В 1869—1875 годах учился в Львовской технической академии. Как стипендиат два года находился в Риме. В 1877—1880 годах был ассистентом профессора Машковского на кафедре начертательной геометрии Львовской политехники. Впоследствии — на кафедре архитектуры Юлиана Захаревича. С 4 января 1879 по 1881 год был членом Политехнического общества во Львове. В межвоенные десятилетия работал городским архитектором города Ясло Подкарпатского воеводства. Работал в разных направлениях историзма, а впоследствии — модерна. Построил во Львове ряд сооружений, спроектировал здания в разных городах Западной Галичины.